# Stephen Covey

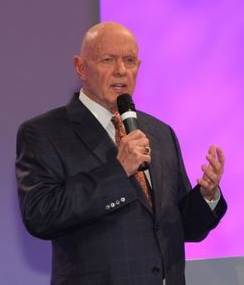
Stephen R. Covey

Stephen R. Covey (ur. 24 października 1932 w Salt Lake City, zm. 16 lipca 2012 w Idaho Falls) – autor bestsellerowych pozycji na temat przywództwa, rozwoju osobistego, twórca teorii 7 nawyków skutecznego działania, mówca motywacyjny.
W roku 1996 amerykański tygodnik Time umieścił Stephena R. Coveya na liście najbardziej wpływowych ludzi Ameryki. W roku 1998 Covey uhonorowany został m.in. odznaczeniem Thomas Moore College Medallion. W tym samym roku otrzymał także międzynarodową nagrodę pokojową – Sik'h 1998 International Man of Peace Award.
Covey posiadał dyplom licencjata (B.S. – Bachelor of Science) z zarządzania na uniwersytecie Utah, a także MBA z Harvard University. Był także wykładowcą na Brigham Young University w Provo. 
Covey w 1984 porzucił karierę uniwersytecką i założył w Salt Lake City organizację Covey Leadership Center. Została ona przejęta w 1997 przez FranklinQuest i obecnie nosi nazwę Franklin Covey Company. 
Publicznie Covey występował też jako członek Kościoła Jezusa Chrystusa Świętych w Dniach Ostatnich (mormonów). Był ojcem dziewięciorga dzieci oraz dziadkiem pięćdziesięciu jeden wnucząt. Zmarł w lipcu 2012 w wieku 79 lat w wyniku obrażeń odniesionych w wypadku rowerowym w kwietniu tego roku.

## Teoria siedmiu nawyków
Najpopularniejszą książką Coveya jest 7 nawyków skutecznego działania (ang. Seven Habits of Highly Effective People) opublikowana po raz pierwszy w 1989. Wydana została w 40 językach, sprzedając się w 20 milionach egzemplarzy.
Covey zaprezentował w niej siedem zasad, które mają według niego doprowadzić do harmonijnego życia zawodowego i prywatnego, bez poświęcania własnych wartości:
1. Bądź proaktywny
2. Zaczynaj z wizją końca
3. Rób najpierw to, co najważniejsze
4. Myśl w kategoriach wygrana-wygrana
5. Staraj się najpierw zrozumieć, potem być zrozumiany
6. Synergia
7. Ostrzenie piły

Pierwsze trzy nawyki dotyczą "zwycięstwa prywatnego", czyli rozwoju osobistego, kolejne trzy "zwycięstwa publicznego", czyli skutecznego współdziałania z innymi ludźmi. Ostatni nawyk, "ostrzenie piły" przypomina o konieczności odnowy w czterech wymiarach: fizycznym, umysłowym, społecznym i duchowym.
Teorię 7 nawyków, która w pierwszej książce miała ujęcie biznesowe, Covey rozwija w kolejnych pozycjach:
- 7 nawyków szczęśliwej rodziny (ang. The 7 Habits of Highly Effective Families) - zastosowanie 7 nawyków w rodzinach i życiu codziennym.
- 7 nawyków skutecznego nastolatka (ang. The Seven Habits of Highly Effective Teens) - książka autorstwa Seana Coveya (syna Stephena), upraszcza teorię 7 nawyków dla młodszego odbiorcy.
- Najpierw rzeczy najważniejsze (ang. First Things First, współautorzy: Roger i Rebecca Merrill) - szczegółowe omówienie trzeciego nawyku i przedstawienie teorii zarządzania czasem. Autor drobiazgowo tłumaczy w niej Macierz Eisenhowera, promując jednocześnie skupianie się na pracy w drugiej, a nie trzeciej jej ćwiartce. Autorzy dużo miejsca poświęcają godzeniu różnych ról zawodowych, osobistych i społecznych, które człowiek odgrywa w życiu[3]. Poruszone są też zagadnienia związane z przywództwem oraz zasadami jakimi należy kierować się w życiu i biznesie. Książka była krytykowana ze względu na rozwlekły styl i kwestionowalny wkład głównego autora[4].

W 2004 ukazała się książka 8. nawyk - od efektywności do wielkości i odkrycia własnego głosu (ang. The 8th Habit: From Effectiveness to Greatness), w której Covey podkreśla konieczność ciągłego inspirowania innych.
Tematykę 7 nawyków rozwija też pozycja Mądre życie, autorstwa Rogera i Rebeki Merrill, współpracowników Coveya.

## Zasady skutecznego przywództwa – Principle-Centered Leadership
W roku 1990 ukazała się jego kolejna praca pt. Zasady Skutecznego Przywództwa, która wydana została po raz pierwszy w Polsce w roku 1997 nakładem Wydawnictwa Medium pod tytułem Zasady działania skutecznego przywódcy (ang. Principle-Centered Leadership).
Książka jest kontynuacją opracowanych przez Coveya 7 nawyków skutecznego działania. Autor wyjaśnia, jakimi cechami osobowymi oraz kompetencjami emocjonalnymi powinien wyróżniać się współczesny przywódca oraz jakim wartościom i zasadom winien hołdować, by odnieść sukces zarówno w wymiarze zawodowym, jak i w życiu osobistym, w rodzinie. 

## Publikacje
- The 7 Habits of Highly Effective People.
  - wyd. pol. 7 nawyków skutecznego działania, ISBN 978-83-8188-519-5.
- First Things First.
  - wyd. pol. Najpierw rzeczy najważniejsze, ISBN 978-83-8062-293-7.
- Principle-Centered Leadership.
  - wyd. pol. Zasady skutecznego przywództwa, ISBN 978-83-8188-206-4.
- The 7 Habits of Highly Effective Families.
  - wyd. pol. 7 nawyków szczęśliwej rodziny, ISBN 978-83-8062-586-0.
- The 8th Habit.
  - wyd. pol. 8 Nawyk. Od skuteczności do wielkości, ISBN 978-83-65449-10-8.
- The 3rd Alternative.
- The Leader in Me.
- Everyday Greatness.